# Jörg Mager

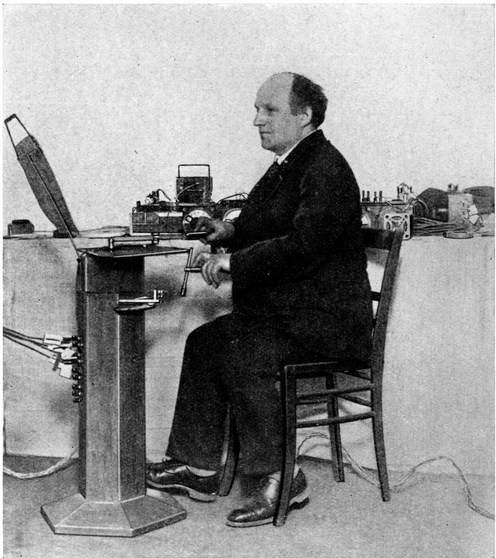
J. Mager en 1926, tocando el Kurbelsphäraphon en el festival de verano de Donaueschingen.

El músico Jörg Mager diseñó toda una gama de instrumentos musicales electrónicos para la casa Sphäraphon de Berlín entre 1921 y 1928.
Estos instrumentos fueron:
- Electrofón
- Partiturofón
- Kurbelsphäraphon
- Calidofón